# Garcinia korthalsii
Garcinia korthalsii är en tvåhjärtbladig växtart som beskrevs av Jean Baptiste Louis Pierre. Garcinia korthalsii ingår i släktet Garcinia och familjen Clusiaceae. Inga underarter finns listade i Catalogue of Life.